# Geranomyia pastazina
Geranomyia pastazina är en tvåvingeart som först beskrevs av Alexander 1944.  Geranomyia pastazina ingår i släktet Geranomyia och familjen småharkrankar. Inga underarter finns listade i Catalogue of Life.